# Treuedienstmedaille der Deutschen Post

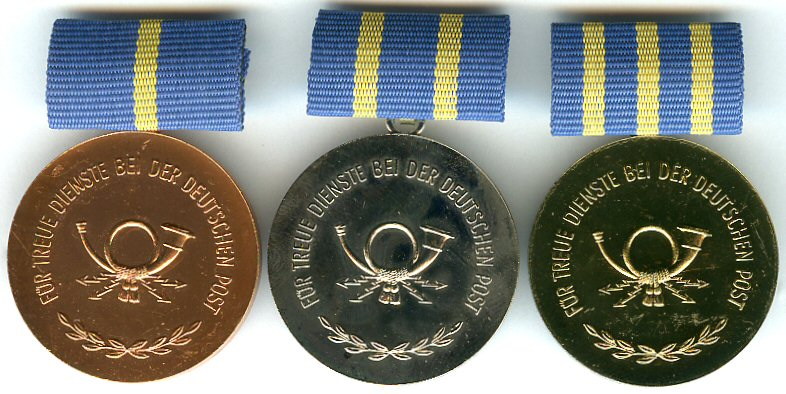

Die Treuedienstmedaille der Deutschen Post war eine staatliche Auszeichnung  der Deutschen Demokratischen Republik (DDR), welche in Form einer tragbaren Medaille verliehen wurde.

## Geschichte
Die Medaille wurde am 13. Oktober 1960 zunächst in drei Stufen, Bronze, Silber, Gold gestiftet und am 19. November 1971 um eine Ehrenspange zur Treuedienstmedaille in Gold ergänzt.

## Verleihungsbedingungen
Die Verleihung erfolgte nach einer bestimmten zurückgelegten Anzahl von Dienstjahren, die insgesamt drei Veränderungen unterworfen waren. Im Einzelnen hieß das:
- 1960 bis 1970
  - für 50-jährige Dienstzeit (Männer): in Gold
  - für 45-jährige Dienstzeit (Frauen): in Gold
  - für 40-jährige Dienstzeit: in Silber
  - für 25-jährige Dienstzeit: in Bronze

- 1971 bis 1972
  - für 50-jährige Dienstzeit (Männer): Ehrenspange zur Goldenen Medaille
  - für 45-jährige Dienstzeit (Frauen): Ehrenspange zur Goldenen Medaille
  - für 40-jährige Dienstzeit: in Gold
  - für 25-jährige Dienstzeit: in Silber
  - für 10-jährige Dienstzeit: in Bronze

- ab 1973
  - für 40-jährige Dienstzeit (Männer): Ehrenspange zur Goldenen Medaille
  - für 35-jährige Dienstzeit (Frauen): Ehrenspange zur Goldenen Medaille
  - für 30-jährige Dienstzeit: in Gold
  - für 20-jährige Dienstzeit: in Silber
  - für 10-jährige Dienstzeit: in Bronze

Ihre Verleihung erfolgte an Angehörige der Deutschen Post der DDR für langjährige ununterbrochene treue Dienste in dieser staatlichen Einrichtung. Mit der Verleihung war eine einmalige finanzielle Zuwendung verbunden. Sie betrug 1990 in der Stufe Bronze 200 Mark in der Stufe Gold mit der Ehrenspange 1000 Mark.

## Aussehen und Tragweise

### Erste Ausführung 1960 bis 1964
Die bronzene, versilberte oder vergoldete Medaille mit einem Durchmesser von 30 mm zeigt auf ihrem Avers mittig ein Posthorn mit dahinter liegenden Blitzen, die jeweils links und rechts paarweise hervorschießen. Umschlossen wird das Postsymbol von Umschrift: FÜR TREUE DIENSTE BEI DER DEUTSCHEN POST, welche etwa 3/4 des Kreisdurchmessers ausmacht und das letzte 1/4 unten durch zwei gekreuzte nach oben gebogene Lorbeerzweige. Das Revers der Medaille zeigt dagegen mittig das 22 mm große Staatswappen der DDR. Getragen wurde die Medaille an einer 24 × 14 mm blau bezogenen Spange an der linken oberen Brustseite. Ungewöhnlich hierbei war der eingewebte senkrechte und 3 mm breite gelbe Mittelstreifen, der für alle verliehene Stufen gleich blieb. Da auch keine Miniatur auf die verliehene Stufe Rückschlüsse zuließ, war die Interimsspange aller Stufen ebenfalls gleich.

### Zweite Ausführung
Die zweite Ausführung der Medaille blieb auf ihrem Avers nahezu gleich, abgesehen von winzigen Größenunterschieden des Postsymbols. Nur der Durchmesser der Medaille wuchs um 1,5 mm auf 31,5 mm an. Das Revers der Medaille zeigte ebenfalls noch das Staatswappen der DDR, allerdings jetzt mit einem Durchmesser von 25 mm. Die unbefriedigende Lösung des gleichen Bandes für alle verliehene Stufe führte zu einer Neukonzipierung des Ordensbandes, dessen Spange 24 × 11 mm allerdings etwas schmäler wurde. Die Bandfarbe blieb mit Blau bestehen. Die verliehene Stufe der Medaille war jedoch jetzt auch optisch sichtbar herausgestellt worden. So verfügte die Bronzestufe über einen senkrechten gelben 3 mm breiten Mittelstreifen, die Silberstufe über zwei gelbe Streifen die in einem Abstand von 6 mm standen und die Goldstufe über drei gelbe Mittelstreifen deren Abstand zueinander 4 mm betrug. Die Sonderstufe zur Medaille in Gold unterschied sich in der Medaillenausführung nicht von der Standardgoldmedaille, sondern war nur an der veränderten Bandspange erkennbar, die, ebenfalls 24 × 11 mm groß, zusätzlich drei goldgewebte senkrechten Mittelstreifen aufwies, die 2 mm breit waren und 1,5 mm voneinander entfernt sind. Zusätzlich war der 3 mm breite Saum des Bandes schwarz-rot-gold gesäumt, wobei die Farbe Schwarz außen stand. Ab 1973 wurde dann noch zusätzlich die Miniatur zweier goldener 23,5 mm breiter Eichenlaubblätter aufgelegt, die jeweils mittig zusammengefügt waren und deren Spitzen nach außen zeigten. Die Interimsspangen waren von gleicher Beschaffenheit.